# 大寺安純
大寺 安純（おおでら やすずみ、1846年3月9日（弘化3年2月12日） - 1895年（明治28年）2月9日）は、日本陸軍の軍人。最終階級は陸軍少将。

## 経歴
薩摩藩士・大寺七郎の二男として生まれる。幼名は彌七。幼くして父を失う。
20歳にして造士館助教（授讀助）となった。
戊辰戦争従軍の後は陸軍にすすむ。1871年に陸軍少尉に任官して一番大隊分隊長、陸軍中尉として半小隊長、東京鎮台付などを経て、1874年2月から5月にかけて佐賀の乱に出征し、続いて台湾出兵に従軍した。
広島鎮台付、歩兵第12連隊付などを経て、陸軍戸山学校で学ぶ。1877年3月から8月にかけて歩兵第12連隊中隊長として西南戦争に出征した。
歩兵第11連隊中隊長、同連隊副官、歩兵第8連隊大隊長、近衛歩兵第2連隊大隊長、歩兵第3連隊長などを歴任し、1888年11月、陸軍大佐に進級。第2師団・第4師団・第1師団の各参謀長、欧州出張などを経て、日清戦争に出征。1894年11月、陸軍少将。翌年1月、歩兵第11旅団長。
同月20日に栄城湾に上陸し、威海衛に向けて進軍中に砲弾を胸に受けて戦死した。日清戦争において唯一の将官戦死者であった。その生前の軍功により、1895年8月、嗣子千代田郎に男爵が授けられた。また1898年には安純にも正三位が追贈された。

## 栄典・授章・授賞
- 1874年（明治7年）3月8日 - 正七位
- 1880年（明治13年）6月14日 - 従六位
- 1885年（明治18年）7月25日 - 正六位[1]
- 1890年（明治23年）12月28日 - 従五位[2]
- 1895年（明治28年）
  - 1月21日 - 正五位[3]
  - 2月2日 - 従四位[4]
- 1898年（明治31年）10月25日 - 贈正三位[5]

勲章等
- 1878年（明治11年）6月28日 - 勲五等双光旭日章
- 1884年（明治17年）11月13日 - 勲四等旭日小綬章
- 1889年（明治22年）11月29日 - 大日本帝国憲法発布記念章[6]
- 1892年（明治25年）11月29日 - 勲三等瑞宝章[7]
- 1895年（明治28年）12月7日 - 靖国神社合祀[8]

## エピソード
- 「猫将軍」「大寺猫」の異名をもつ。かつて西南戦争の武功を認められ陸軍省で昇進の議が出た際、陸軍中将西郷従道が「その大寺とはあの猫ですか？」と冗談めかして言い、周囲の笑いを誘ったことから以降そう呼ばれるようになったという。結局その場の昇進話は流れてしまった。
- 性格は豪放磊落の硬骨漢。主張する時は先輩上級の者も眼中になく毒舌を吐くことがあったため、先輩を敬い従う薩摩の気風にあっては疎まれることもあった。
- その豪放な性格から、鳥羽・伏見の戦いから奥羽まで隊を同じくして戦った薩摩の河島新之丞、山本権兵衛、柴山矢八らとは親交が深かった。
- 藩校造士館の助教の職にあったが、薩摩藩主島津忠義の軍制改革で藩が古来の山鹿流兵法からイギリス陸軍式に軍備を改めると、大寺は同僚が止めるのも聞かず造士館を辞し、洋式の軍隊に一兵卒として身を投じた。
- 鳥羽・伏見の戦いでは夜戦の際、竹林に銃弾が飛び交う中で銃を枕に眠っていたので戦友が揺り起こすと、「敵の姿が見えぬのに撃っても仕方があるまい。臆病な敵はこちらも見えぬのに撃っている。自分は明朝を待って敵の姿が見えてから応戦する。無益な弾丸は一発も放たぬ」と言い、またいびきをかいて眠ってしまったという。
- 征韓論に破れて西郷隆盛が下野しようとすると、陸軍大尉の大寺は貝殻町の西郷の寓居を訪ねその非を唱えた。しかし聞き入れられることはなく西郷は下野。大寺はそのまま政府軍人として東京に留まった。
- 西南戦争には政府軍の中隊長として参加。陣頭で「馬鹿者！硝煙を見て避けぬから傷ついたり戦死したりするのだ！」と部下を叱咤し活躍した。が、本人も右耳に銃弾が掠めて傷を負った。戦闘では八代口の戦いで敵の背後を突く攻撃を実施、熊本城との連絡を通じるのに貢献した。
- 陸軍連隊長として大阪にあるとき、芸妓をあげた宴の席であっても木綿の着物に兵児帯といった実に質素ないでたちで現れ、軍の連隊長とは思えぬその姿は芸妓達に驚かれた。軍服は清潔で実に立派であったが、平服は質素であったといわれる。唯一タバコのみは高級品を愛し、食事も特にこだわらなかったという。
- 1894年2月に官命により陸軍少将奥保鞏などと欧米視察に出発。フランスを経由してドイツに入り同国の軍備を視察。続いてロシアに入るが日清間の緊張により本国から帰国の指示があり、イギリス、アメリカを経由して9月11日に帰国。同月23日には清へ出征した。ドイツでの軍事視察中、「何を見るためにこの国に来たのか」とのドイツ軍将校の問いに対し、大寺は「貴国の無形の宝が何であるのかを見に来た」と言ったという。
- 日清戦争開戦時は独眼竜将軍といわれた山地元治師団長率いる第一師団参謀長。広島に大本営が進められた際、大寺は広島での一切の会議に出席せず「これから戦争をするのに会議などして何になる。そんなもの必要がないから私は行かないのだ。」と言っていつも旅館で寝ていたと言う。
- 当時大寺が参謀長を務めた第一師団は麾下に乃木希典指揮の歩兵第一旅団、秋山好古指揮の騎兵第一大隊などを擁していた。
- 日清戦争の旅順攻撃では激戦の中、コートのボタンもかけずに高級タバコを燻らせて戦闘を見守っていた。フランスの従軍記者がその泰然たる様子を賞賛すると「私が強いのではなく、タバコの香りが強いのだよ」と笑っていたという。
- 日清戦争中、米国の従軍記者が「清の兵が精鋭なのは米国が売った銃器が優秀だからだ。その銃が日本兵を傷つけるのは残念だ。」というと、大寺は「いや、米国はもっと最新鋭の武器を清国に売りなさい。そのおかげで新しい武器が無料で我々の手に入るのだからね。」と笑ったという。
- 旅順攻撃当初、敵陣の見える高台で軍議をしている際、一士官が「敵はこちらに砲撃をしています」と伝えて他の高級将校が皆驚いてその場に伏せても、大寺参謀長はタバコをふかせて上空を掠める砲弾の行方を悠然と眺めていたという。
- 1894年1月、第2軍の新戦隊として編成された歩兵第11旅団の旅団長となり、1月30日未明から第六師団の左翼隊を形成して磨天嶺砲台を攻撃、占領。幕僚と左翼海岸砲台を臨検しているところを敵戦艦「定遠」からの榴散弾が飛来、大寺旅団長も被弾し（同行した二六新報の従軍記者遠藤又市も死亡）、野戦病院に後送されるも戦死した。
- 日清戦争での唯一の将官戦死者ということで、その後国内では唱歌『大寺少将』（鳥山啓作詞・鈴木米次郎作曲・1895年）や、版画『威海衛百尺崖所ニ大寺少将奮戦ス』（小林清親・1895年）などが製作された。また大寺家には明治天皇から雪鉄線紋の家紋が贈られたといわれる。

## 遺品など
大寺少将が被弾の際に着用していた軍服、軍帽は靖国神社遊就館にて展示保管されており、戦死から1世紀を経た現在も見ることが出来る。また、版画『威海衛百尺崖所ニ大寺少将奮戦ス』もあわせて展示されている。

## 家族・親族
- 夫人 常(つね・石原信明長女)
- 嗣子 大寺千代田郎（男爵）
- 長女・讃 和田連治郎（歩兵大尉）に嫁ぐ
- 娘婿 田原休次郎（陸軍少佐）[9]・小坂平（陸軍中将）休次郎の長女・寿栄は男爵松村弘之（山根一貫の次男で松村淳蔵家の爵位を相続）の妻[10]。